# Hubert Deferm
Hubert Deferm, né le 30 septembre 1952, est un pilote  de rallyes belge, de Remicourt.

## Biographie
Hubert Deferm commence sa carrière automobile en 2000, à l'âge de 48 ans lors du Rallyesprint van Lubbeek sur une Mazda 323 GT-R. Cette année-là, il est aussi au départ du Rallysprint MCZ (Opel Manta i240) et du Rallye de Hannut (Peugeot)
Lors de la saison 2001, il prend part à cinq rallyes sur Mazda 323 GT-R.
L'année 2002 voit son passage vers la marque Subaru, avec laquelle Deferm courra pas moins de 68 rallyes (2002 à 2011) et remportera 19 victoires et 9 secondes places.
Lors de la saison 2008, Hubert Deferm remporte le titre National de Belgique au Volant de sa Subaru. 
Après avoir été fidèle à la marque Subaru pendant plusieurs années, lors des saisons 2009 et 2010 Deferm troque celle-ci pour une BMW Compact E36 et une BMW 323i E21, en alternance.
Pour la saison 2011, la Compact est remplacée par une BMW M3 E30.
Lors de la saison 2012, Deferm s'aligne principalement au volant de la M3, et deux fois sur la 323i.
En 2013, on retrouve Deferm sur la M3 mais également au volant d'une performante Peugeot 207 S2000 lors du Rallye Sprint Micky, du Rallye de la Semois, du Critérium Jean Louis Dumont ainsi qu'au Rallye du Condroz.
Pour les années 2014 et 2015, Deferm s'aligne sur sept rallyes dont quatre en tant que voiture ouvreuse (323i), deux en tant que concurrent (323i) et un au volant de la 207 S2000, mais il ne prend pas le départ. 
L'année 2016 le voit débuter au Legend Boucles de Spa avec la 323i, mais pour le reste de la saison elle laisse sa place à une Ford Escort MK2.  

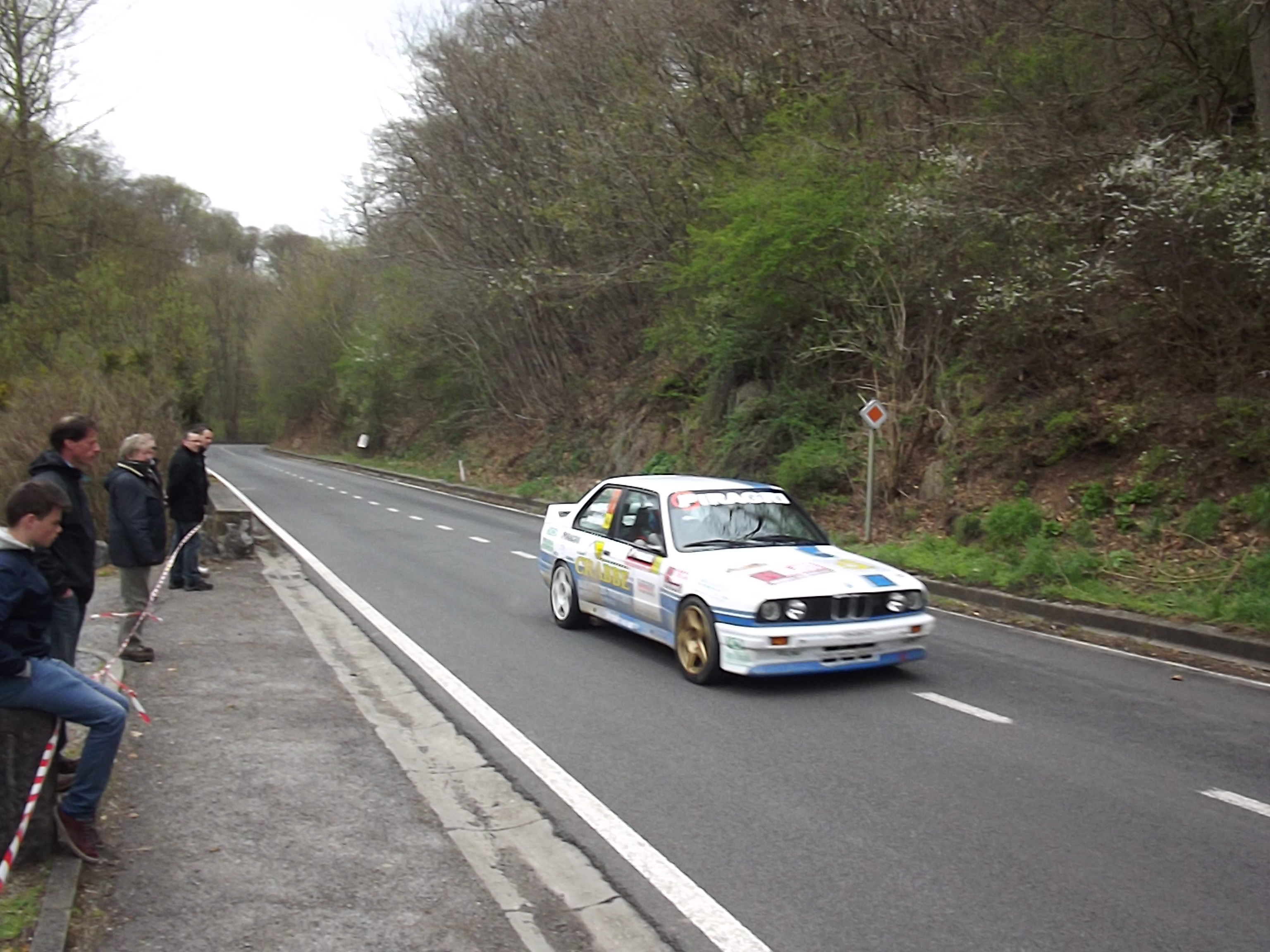

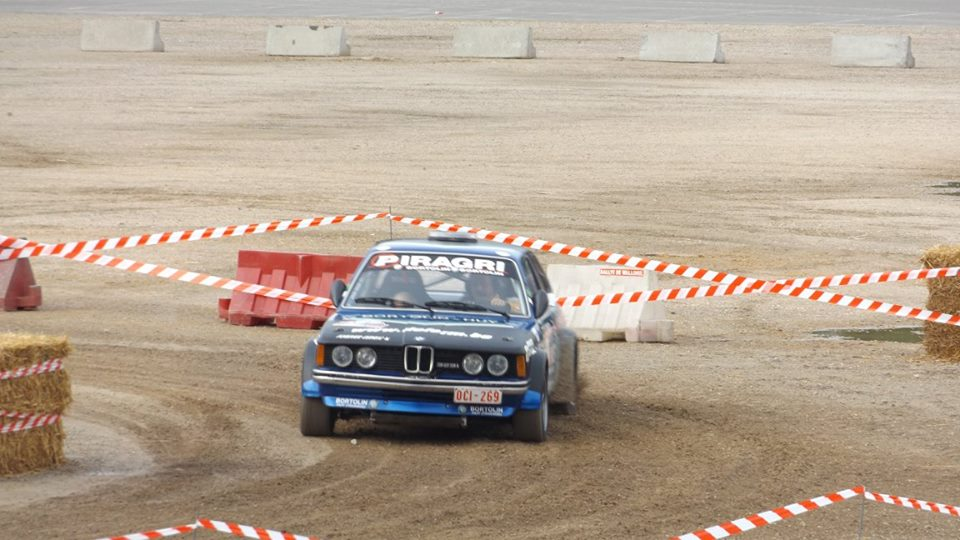

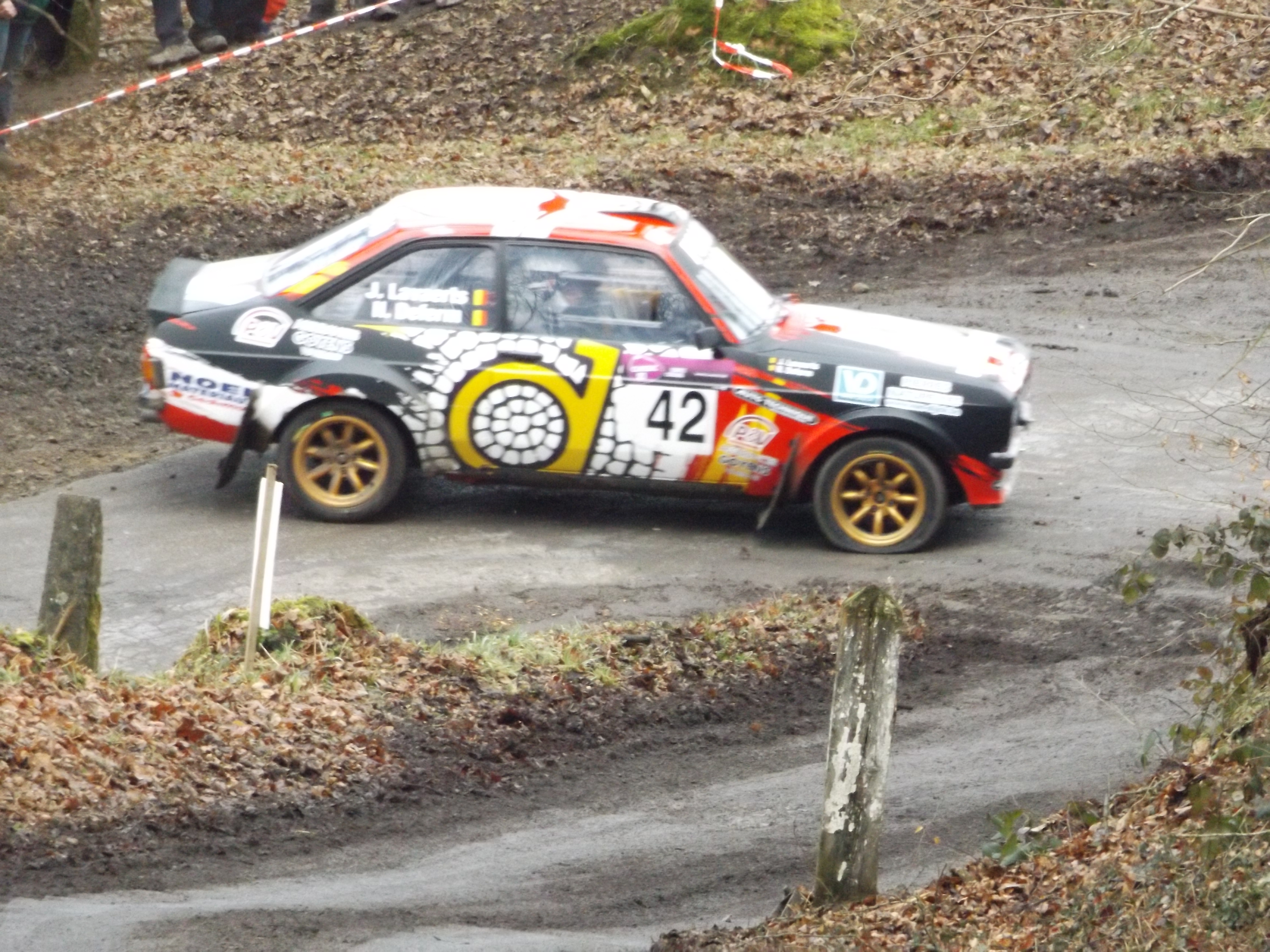

## Palmarès
- Champion de Belgique des rallyes: 2008 (à 56 ans; copilote : son compatriote John Lavaerts, sur Subaru Impreza S10 WRC '04).

## Victoires en championnat de Belgique
- Rallye de Sombreffe : 2003
- Sezoensrally : 2006
- Rallye des Ardennes : 2007
- Rallye de Wallonie : 2008
- Rallye des Ardennes : 2008
- Rallye de Hannut : 2010 et 2011
  - 2e du rallye du Condroz-Huy en 2008

## Autres victoires
- Rallye international de Bourgogne: 2010 (France, copilote : Poulain);
- Critérium Jean-Louis Dumont: 2009 (D4 belge).